# Elvange (Moselle)
Pour les articles homonymes, voir Elvange.
Elvange est une commune française située dans le département de la Moselle et le bassin de vie de la Moselle-est en région Grand Est.

## Géographie
| Guinglange | Haute-Vigneulles | Flétrange |
|            | Elvange          | Créhange  |
| Hémilly    | Mainvillers      |           |

### Hydrographie

#### Réseau hydrographique
La commune est située dans le bassin versant du Rhin au sein du bassin Rhin-Meuse. Elle est drainée par la Nied Allemande, le ruisseau de Dorbach et le ruisseau Lollenbach.
La Nied allemande, d'une longueur totale de 57,9 km, prend sa source dans la commune de Guenviller et se jette  dans la Nied à Condé-Northen, après avoir traversé 23 communes.

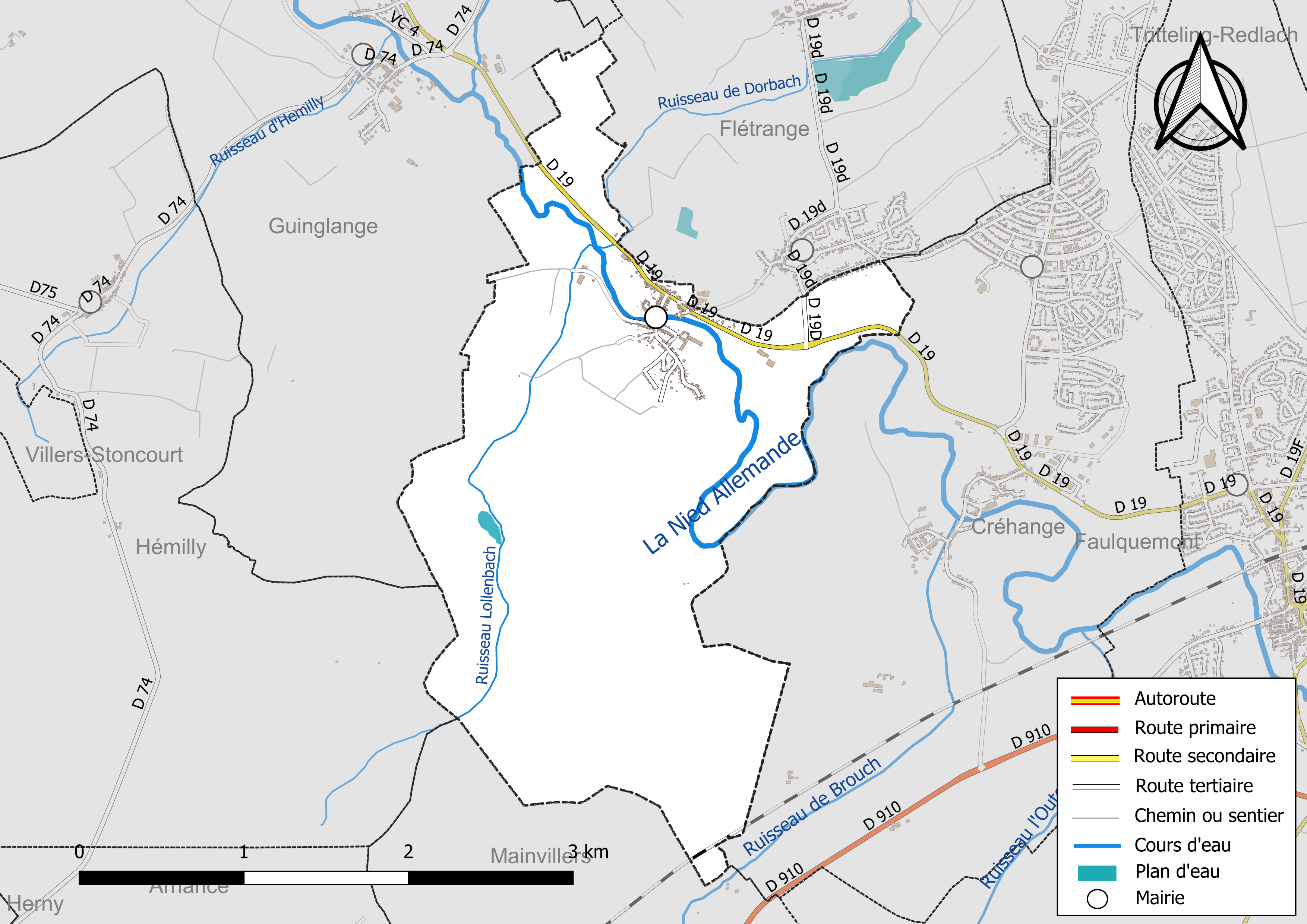
Réseaux hydrographique et routier d'Elvange.

#### Gestion et qualité des eaux
Le territoire communal est couvert par le schéma d'aménagement et de gestion des eaux (SAGE) « Bassin Houiller ». Ce document de planification, dont le territoire est approximativement délimité par un triangle formé par les villes de Creutzwald, Faulquemont et Forbach, d'une superficie de 576 km2, a été approuvé le 27 octobre 2017. La structure porteuse de l'élaboration et de la mise en œuvre est la région Grand Est. Il définit sur son territoire les objectifs généraux d’utilisation, de mise en valeur et de protection quantitative et qualitative des ressources en eau superficielle et souterraine, en respect des objectifs de qualité définis dans le SDAGE  du Bassin Rhin-Meuse.
La qualité des eaux des principaux cours d’eau de la commune, notamment de la Nied Allemande, peut être consultée sur un site spécial géré par les agences de l’eau et l’Agence française pour la biodiversité.

### Climat
Pour des articles plus généraux, voir Climat du Grand Est et Climat de la Moselle.
En 2010, le climat de la commune est de type climat des marges montargnardes, selon une étude du Centre national de la recherche scientifique s'appuyant sur une série de données couvrant la période 1971-2000. En 2020, Météo-France publie une typologie des climats de la France métropolitaine dans laquelle la commune est exposée à un climat semi-continental et est dans la région climatique  Lorraine, plateau de Langres, Morvan, caractérisée par un hiver rude (1,5 °C), des vents modérés et des brouillards fréquents en automne et hiver.
Pour la période 1971-2000, la température annuelle moyenne est de 9,7 °C, avec une amplitude thermique annuelle de 17 °C. Le cumul annuel moyen de précipitations est de 832 mm, avec 12 jours de précipitations en janvier et 9,2 jours en juillet. Pour la période 1991-2020, la température moyenne annuelle observée sur la station météorologique de Météo-France la plus proche, « Lesse_sapc », sur la commune de Lesse à 11 km à vol d'oiseau, est de 10,7 °C et le cumul annuel moyen de précipitations est de 694,0 mm. 
La température maximale relevée sur cette station est de 40 °C, atteinte le 25 juillet 2019 ; la température minimale est de −20,7 °C, atteinte le 20 décembre 2009,,.
Les paramètres climatiques de la commune ont été estimés pour le milieu du siècle (2041-2070) selon différents scénarios d'émission de gaz à effet de serre à partir des nouvelles projections climatiques de référence DRIAS-2020. Ils sont consultables sur un site spécial publié par Météo-France en novembre 2022.

## Urbanisme

### Typologie
Au 1er janvier 2024, Elvange est catégorisée petite ville, selon la nouvelle grille communale de densité à sept niveaux définie par l'Insee en 2022.
Elle est située hors unité urbaine. Par ailleurs la commune fait partie de l'aire d'attraction de Metz, dont elle est une commune de la couronne,. Cette aire, qui regroupe 245 communes, est catégorisée dans les aires de 200 000 à moins de 700 000 habitants,.

### Occupation des sols
L'occupation des sols de la commune, telle qu'elle ressort de la base de données européenne d’occupation biophysique des sols Corine Land Cover (CLC), est marquée par l'importance des territoires agricoles (71,9 % en 2018), une proportion identique à celle de 1990 (71,9 %). La répartition détaillée en 2018 est la suivante : 
prairies (44,7 %), terres arables (27,2 %), forêts (24,4 %), zones urbanisées (3,7 %). L'évolution de l’occupation des sols de la commune et de ses infrastructures peut être observée sur les différentes représentations cartographiques du territoire : la carte de Cassini (XVIIIe siècle), la carte d'état-major (1820-1866) et les cartes ou photos aériennes de l'IGN pour la période actuelle (1950 à aujourd'hui).

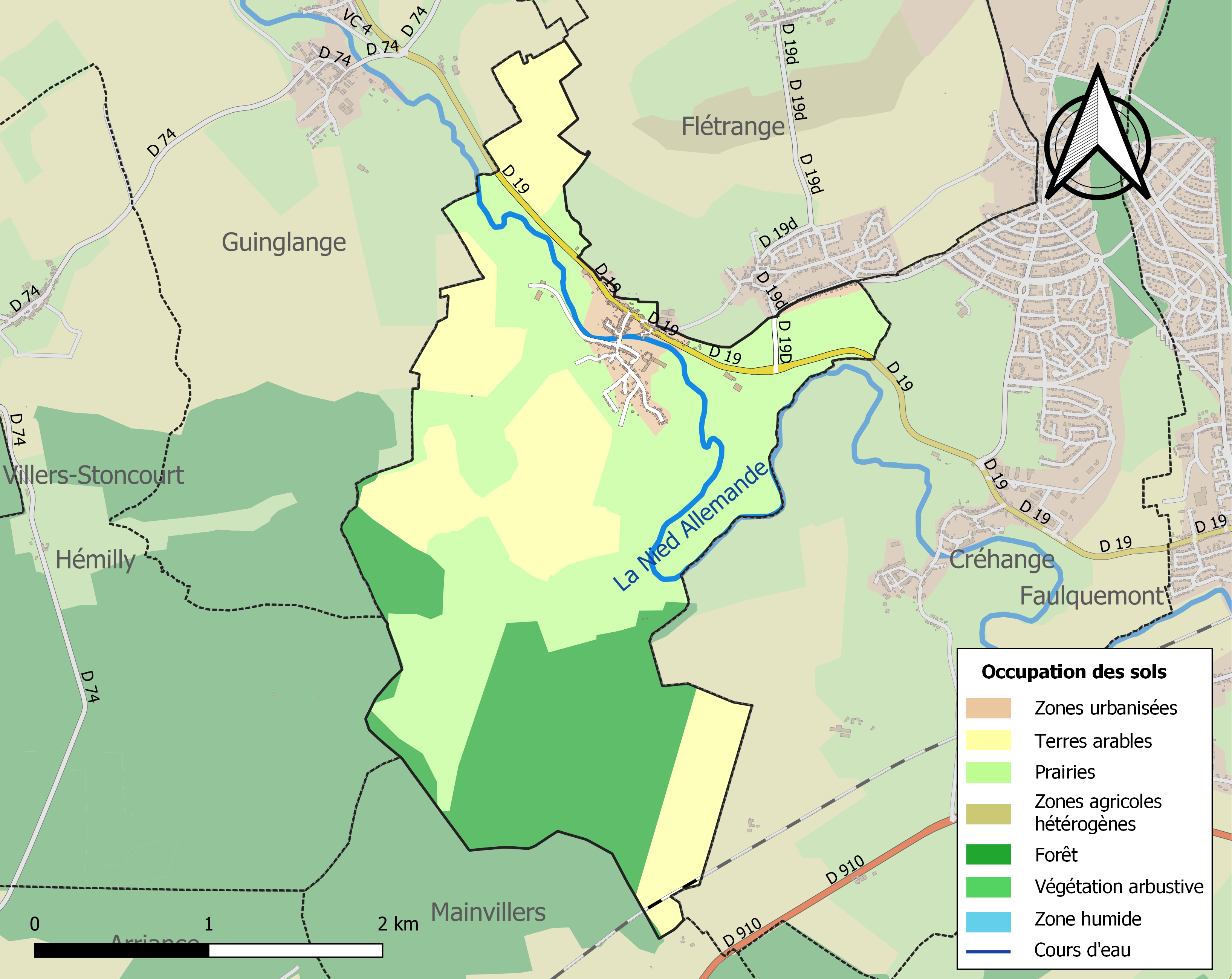
Carte des infrastructures et de l'occupation des sols de la commune en 2018 (CLC).

## Toponymie
- Agelvingen et Œgelvingen (768), Elvinga (996)[16], Ilbinga (1121), Helvinga (1210), Ylwinga (1307), Elvinga (1335), Elvingen (1477), Ellwingen (1501), Ellevange (1571), Elwingen et Elbingen (1594), Elbingen (XVIIe siècle), Elvingen (1606), Ellevingen et Alvange (1681), Ilvange (1689), Elvange (1793), Elwingen (1871-1918).
- En allemand : Elwingen[17]. En francique lorrain : Ilwingen.

## Histoire
Elvange dépendait de l'ancienne province de Lorraine.
En 1577, Jean-Wolff Seltzer, châtelain de Helfedange, acquit les droits de l'abbaye de Saint-Pierre de Metz à Elvange. Anobli en 1611, Jean-Hartmann Seltzer, bailli de Hingsange, fit hommage au duc de Lorraine pour la moitié de la seigneurie d'Elvange, l'autre moitié appartenant à l'abbaye de Longeville-lès-Saint-Avold,.
En 1677, la peste et la guerre avaient réduit le village à quatre habitants. Pour le repeupler, on fit appel à des soldats et leurs familles.
La seigneurie d'Elvange est passée dans la famille de Mory en 1703 et y resta jusqu'à la Révolution. Le dernier seigneur d'Elvange fut le numismate et érudit François Dominique de Mory d'Elvange, guillotiné en 1794.
Le hameau disparu de Edlingen était sur le ban de la commune.

## Politique et administration
| Période                                  | Période      | Identité             | Étiquette | Qualité                           |
| ---------------------------------------- | ------------ | -------------------- | --------- | --------------------------------- |
| 1790                                     |              | Jean Charon          |           | Sindic de l'ancienne municipalité |
| mars 1971                                | mars 2001    | André Neuenschwander |           |                                   |
| mars 2001                                | mars 2008    | Gilbert Lecomte      |           |                                   |
| mars 2008                                | Octobre 2014 | Thierry Maire        |           |                                   |
| octobre 2014                             | En cours     | Jean-Michel Simon    |           |                                   |
| Les données manquantes sont à compléter. |              |                      |           |                                   |

## Démographie
L'évolution du nombre d'habitants est connue à travers les recensements de la population effectués dans la commune depuis 1793. Pour les communes de moins de 10 000 habitants, une enquête de recensement portant sur toute la population est réalisée tous les cinq ans, les populations de référence des années intermédiaires étant quant à elles estimées par interpolation ou extrapolation. Pour la commune, le premier recensement exhaustif entrant dans le cadre du nouveau dispositif a été réalisé en 2006.

En 2022, la commune comptait 419 habitants, en évolution de +9,69 % par rapport à 2016 (Moselle : +0,52 %, France hors Mayotte : +2,11 %).
| 1793 | 1800 | 1806 | 1821 | 1836 | 1841 | 1861 | 1866 | 1871 |
| ---- | ---- | ---- | ---- | ---- | ---- | ---- | ---- | ---- |
| 339  | 362  | 462  | 477  | 534  | 552  | 541  | 548  | 510  |

| 1875 | 1880 | 1885 | 1890 | 1895 | 1900 | 1905 | 1910 | 1921 |
| ---- | ---- | ---- | ---- | ---- | ---- | ---- | ---- | ---- |
| 462  | 465  | 435  | 460  | 342  | 329  | 325  | 319  | 286  |

| 1926 | 1931 | 1936 | 1946 | 1954 | 1962 | 1968 | 1975 | 1982 |
| ---- | ---- | ---- | ---- | ---- | ---- | ---- | ---- | ---- |
| 274  | 263  | 274  | 270  | 304  | 324  | 284  | 254  | 310  |

| 1990 | 1999 | 2006 | 2011 | 2016 | 2021 | 2022 | - | - |
| ---- | ---- | ---- | ---- | ---- | ---- | ---- | - | - |
| 337  | 371  | 375  | 363  | 382  | 419  | 419  | - | - |

## Lieux et monuments
- Vestiges gallo-romains.

## Édifices religieux
- Église Sainte-Catherine 1846 : mobilier.
- Chapelle Notre-Dame de Plinthre, ancien pèlerinage (la statue XVe siècle de la Vierge à l'Enfant a été volée).
- Chapelle Notre-Dame-de-Pitié au cimetière, construite en 1867.

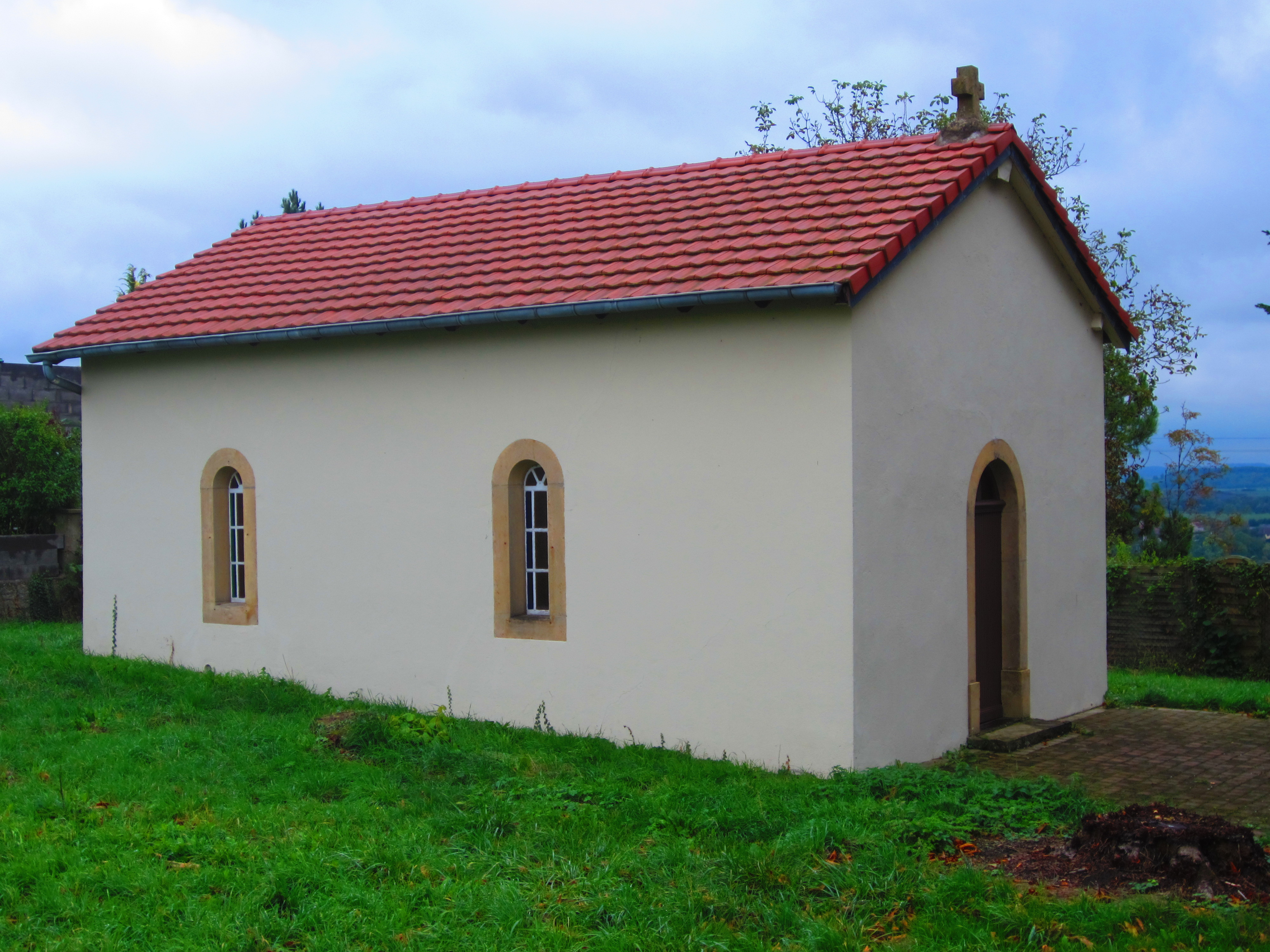
Chapelle Notre-Dame de Plinthre.
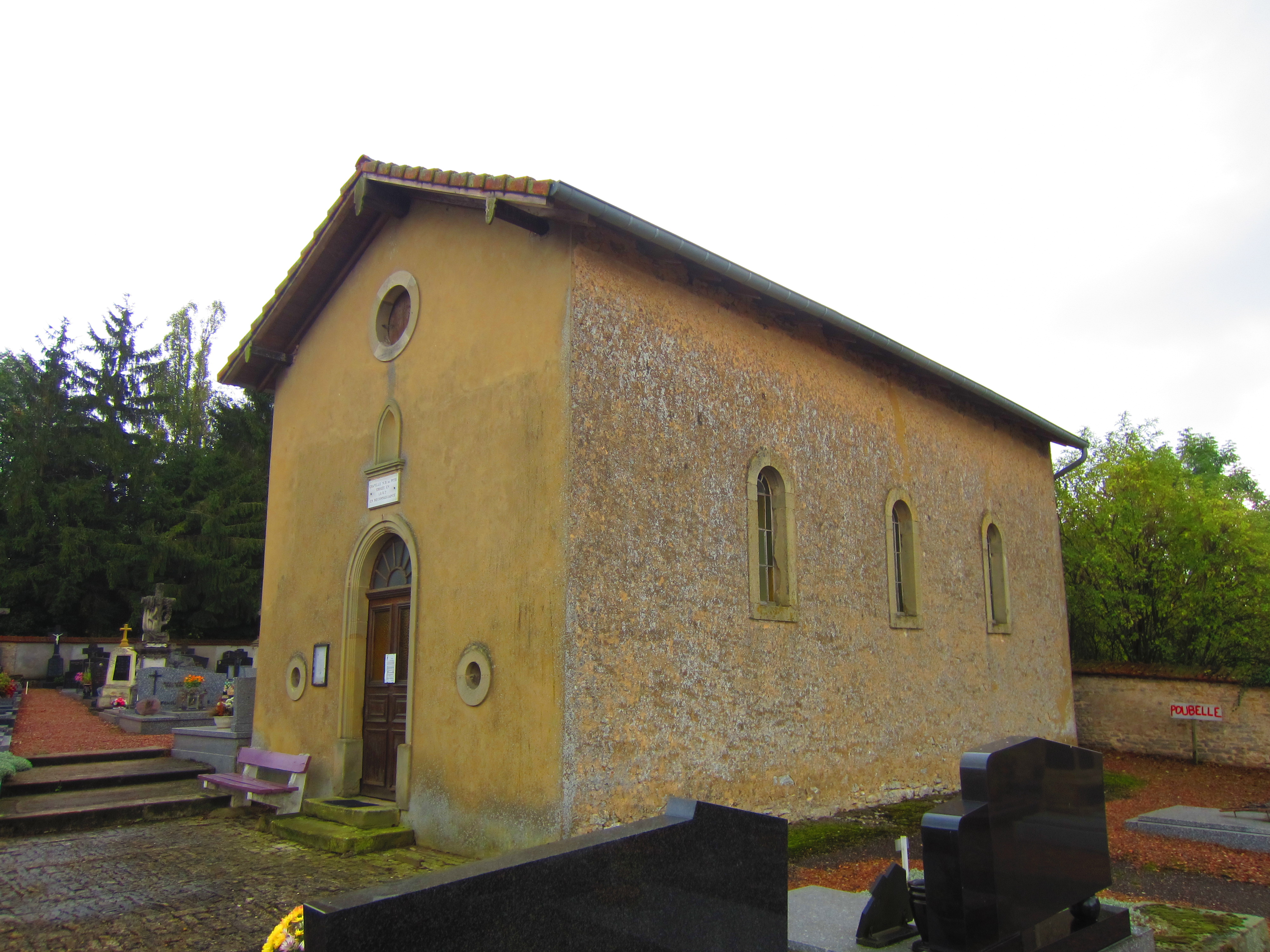
Chapelle Notre-Dame-de-Pitié.

## Personnalités liées à la commune
- Les seigneurs Seltzer d'Elvange.